# Sphecodes tantalus
Sphecodes tantalus är en biart som beskrevs av Nurse 1903. Sphecodes tantalus ingår i släktet blodbin, och familjen vägbin. Inga underarter finns listade i Catalogue of Life.